# Крістіна Кроуфорд
Крістіна Кроуфорд (англ. Christina Crawford, нар. 11 червня 1939, Лос-Анджелес, Каліфорнія, США) — колишня американська письменниця та актриса, найбільш відома своїми мемуарами та викриттям 1978 року «Найдорожча матуся», в яких описується ймовірне жорстоке поводження з нею з боку її прийомної матері, кінозірки Джоан Кроуфорд.

## Молодість і освіта
Крістіна, яка народилася в Лос-Анджелесі 11 червня 1939 року, була однією з чотирьох дітей, усиновлених Джоан Кроуфорд.
Після закінчення Академії Святого Серця Флінтріджа вона переїхала з Каліфорнії до Піттсбурга, щоб відвідати Школу драми Карнегі-Меллона. Її мати оплатила навчання Христини акторській майстерності. Христина кинула коледж лише після одного семестру, а потім переїхала до Нью-Йорка, де навчалася в Neighborhood Playhouse.

## Кар'єра
Кроуфорд з'являвся в літньому фондовому театрі, включаючи постановку «Блиску в траві». Вона також грала в ряді оф-бродвейських постановок, включаючи «Кольоровий по неділях» (1958).[1] Вона також з'явилася в At Christmas Time (1959) і Dark of the Moon (1959) в театрі Фреда Міллера в Мілуокі і The Moon Is Blue (1960).
У 1960 році Кроуфорд отримав роль другого плану в кримінальній драмі «Сила імпульсу», яка вийшла на екрани в 1961 році. Також у 1961 році Кроуфорд з'явилася в мюзиклі «Дикі в країні», фільмі з Елвісом Преслі в головній ролі. Того року вона з'явилася як гостя в шоу «Ось Голлівуд». 

### Пізніша кар'єра
Після того, як Джоан Кроуфорд померла в 1977 році, Кроуфорд і її брат Крістофер виявили, що їхня мати позбавила їх спадщини від свого маєтку, у своєму заповіті посилаючись на «причини, які їм добре відомі». Хоча вони були відчужені (і більше не за фінансової підтримки) своєї знаменитої матері протягом багатьох років, у жовтні 1977 року Кроуфорд і її брат подали до суду на маєток Джоан Кроуфорд, щоб визнати їх недійсними заповіт матері, який вона підписала 28 жовтня 1976 року. Кеті ЛаЛонд, ще одна донька Кроуфорд, і її чоловік Джером, згідно зі скаргою, «навмисно скористалися усамітненням померлого, а також ослабленим і спотвореним психічним і фізичним станом, щоб натякнути» на користь Джоан. 13 липня 1979 року між сторонами було досягнуто мирової угоди, яка забезпечила Кроуфорду та Крістоферу разом 55 000 доларів із майна їх матері.

## Фільмографія
| Рік       |   | Українська назва    | Оригінальна назва   | Роль                               |
| --------- | - | ------------------- | ------------------- | ---------------------------------- |
| 1954—1974 | с | Секрет Буря         | The Secret Storm    | Джоан Борман Кейн                  |
| 1961      | ф | Одиночка            | Wild in the Country | Моніка Джордж                      |
| 1961      | ф |                     | Force of Impulse    | Енн                                |
| 1968      | ф | Обличчя             | Faces               | жінка, яка розкидає монети на барі |
| 1970      | с | Медичний центр      | Medical Center      | доктор Майлз                       |
| 1971      | с | Доктор Маркус Велбі | Marcus Welby, M.D.  | сестра Мері Ейлін Кіркпатрік       |
| 1971      | с | Залізний бік        | Ironside            | Еді Стоктон                        |
| 1972      | с | Шосте відчуття      | The Sixth Sense     | Бетті Блейк                        |